# Рихвальд (район Бардеёв)
Рихвальд (словац. Richvald) — село и одноимённая община в округе Бардеёв Прешовского края Словакии.

## История
Впервые упоминается в 1355 году.
В селе есть готический римско-католический костел св. Апостола Варфоломея со 2-й половины XIV века и протестантский костел с 1907 года.

## Население
| Год:                | 1994 | 2004    | 2014    | 2024    |
| ------------------- | ---- | ------- | ------- | ------- |
| Количество человек: | 1023 | 983     | 997     | 1023    |
| Разница:            |      | −3,91 % | +1,42 % | +2,60 % |

В селе проживает 981 человек.
Национальный состав населения (по данным последней переписи населения 2001 года):
- словаки — 99,60%

Состав населения по принадлежности к религии состоянию на 2001 год:
- протестанты — 72,31%,
- римо-католики — 25,00%,
- греко-католики — 0,60%,
- православные — 0,10%,
- не считают себя верующими или не принадлежат к одной вышеупомянутой церкви — 0,70%